# アレクサンドル・ベンケンドルフ

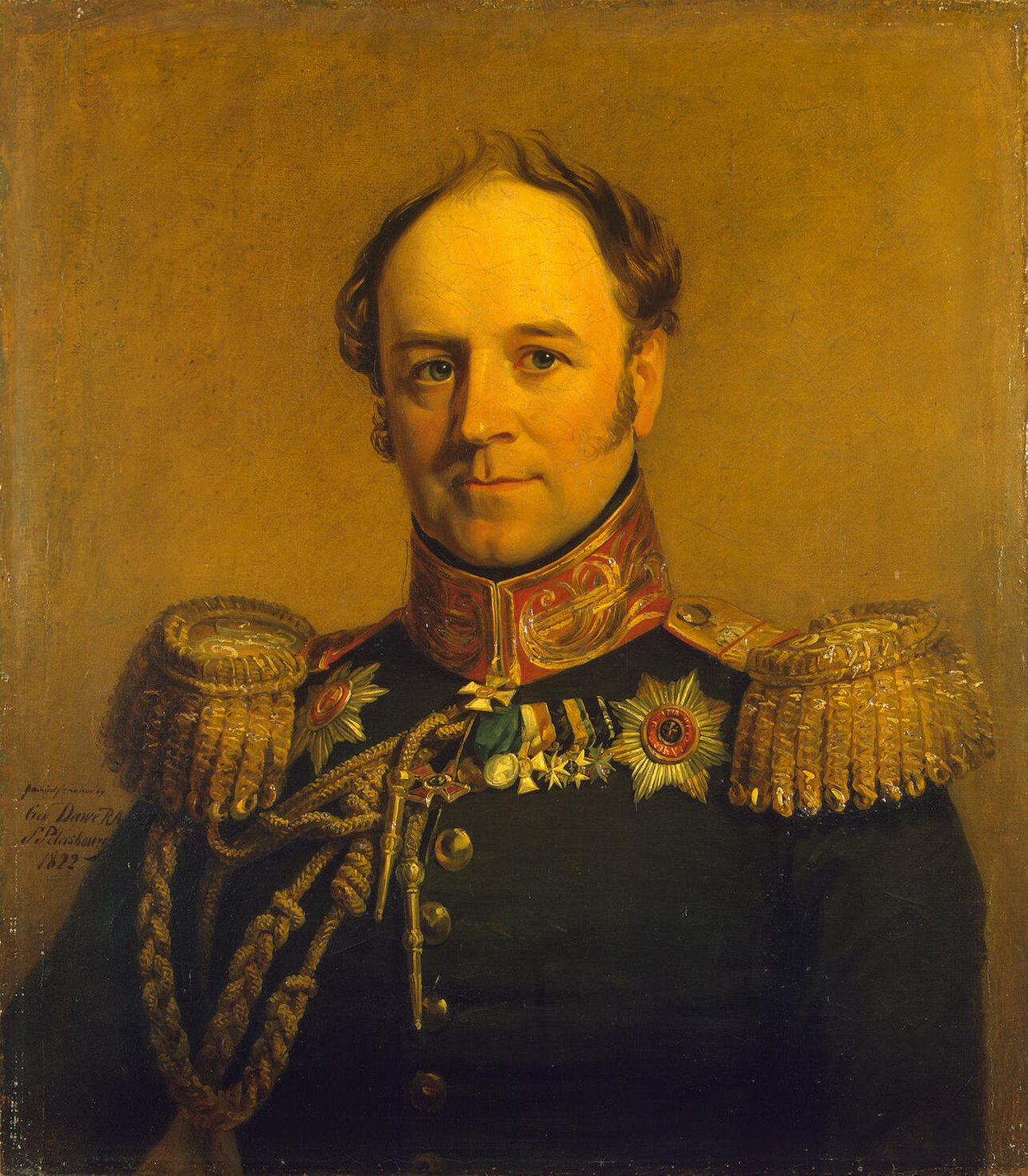
アレクサンドル・ベンケンドルフ

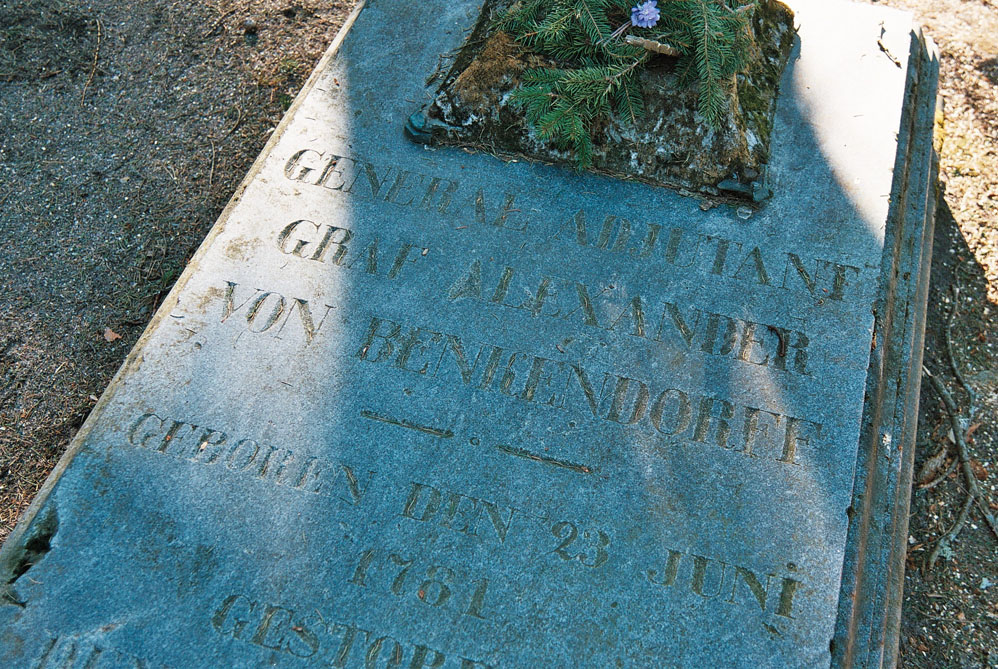
ベンケンドルフの墓（2009年撮影）。日付は旧暦で、生年は1781年となっている

アレクサンドル・フリストフォロヴィチ・ベンケンドルフ伯爵（ロシア語: Алекса́ндр Христофо́рович Бенкендо́рф, ドイツ語：アレクサンダー・フォン・ベンケンドルフ; Alexander von Benckendorff, 1783年7月4日 - 1844年9月23日）は、帝政ロシアの軍人、政治家。陸軍中将。バルト・ドイツ人貴族の出身。1812年ナポレオン戦争（ロシアでは祖国戦争）において、アレクサンドル1世の大本営で上級副官、騎兵将軍を務めた。その後、ニコライ1世の時代に皇帝官房第三部初代長官、憲兵隊長を務めて反動体制の一翼を担った。

## 生涯
1783年（墓石には1781年と刻まれている）、レヴァル（現在のエストニアの首都、タリン）にてロシア領バルト地方の軍事責任者であったクリストフ・フォン・ベンケンドルフ男爵の長男として生まれる。2歳下の弟に軍人にして外交官のコンスタンチン・フリストフォロヴィチ・ベンケンドルフ、妹にロンドン、パリ社交界で有名な貴婦人であったダリヤ・リーヴェン公爵夫人がいる。
1806年以降のナポレオンとの戦いに出征し、1812年にナポレオンがロシア遠征を開始するとベリシ（ヴェリシ、w:Velizh）で大陸軍と対峙し、フランス軍の将軍3名を捕虜にするなどの戦果を挙げた。大陸軍がモスクワから退却した後、モスクワ駐留軍司令官に任命される。さらにナポレオンを追撃すべくヨーロッパ派遣軍に参加し、テンペルベルク（Tempelberg）でフランス軍を撃破し、ベルリンに入城した。さらにライプツィヒでの戦闘と、オランダからフランス軍を掃討し名を上げた。
1821年、皇帝アレクサンドル1世に対してデカブリストについて警告を言上したが、皇帝は意に介さなかった。1825年のアレクサンドル1世の崩御後、帝位をめぐりコンスタンチン・パヴロヴィチ大公とニコライ1世の間で混乱、空隙をついてデカブリストの乱が起こる。反乱はニコライ1世によってただちに鎮圧されるが、ベンケンドルフは乱後に設置された調査委員会に所属し、憲兵隊および政治秘密警察として皇帝直属官房第三部の創設について答申した。ベンケンドルフの提案はニコライ1世によって容れられ、1826年にベンケンドルフは憲兵隊長兼皇帝官房第三部初代長官に任命される。1832年には伯爵に昇爵された。
ベンケンドルフは第三部を通じて検閲を強化し、それは文学作品や演劇にまで及んだ。あまりに職務に熱中したために、ベンケンドルフは時たま自分の名前を忘れてしまって自分の名刺を見て思い出していたという。アレクサンドル・ゲルツェンは回想録で、多くの無実の者たちが犠牲になったとベンケンドルフを糾弾している。
死後、タリン近郊のケイラ＝ジョアの一族の墓地に眠っている。息子がいなかったため、家督は甥のコンスタンチン・コンスタンチーノヴィチ・ベンケンドルフが承継した。
ベンケンドルフは生涯に渡って日記を付けており、2001年に1812年と1813年の分が出版された。

## 子女
1817年11月19日、エリザベータ・アンドレエヴナ・ドネツ＝ザカルジェフスカヤ（Elisaveta Andreyevna Donets-Zacharzhevskaya、1788–1857）と結婚した。エリザベータは、パーヴェル・ガブリロヴィッチ・ビビコフ中佐の未亡人であり、先夫との間に2人の娘がいたが、ビビコフはナポレオン戦争中に戦死した。ベンケンドルフとの間では3女を儲けた。
- アンナ・アレクサンドロヴナ（1818–1900） - ルドルフ・フォン・アポーニー伯爵と結婚
- マリア・アレクサンドロヴナ（1820–1880） - グリゴリ・ペトローヴィチ・ヴォルコンスキー公爵と結婚
- ソフィア・アレクサンドロヴナ（1825–1875） - パーヴェル・グリーリエヴィチ・デミドフ伯爵と結婚。デミドフとの死別後、ヴァシーリー・ヴィクトロヴィチ・コチュベイ公爵と再婚

## 関連書籍
- Ronald Hingley, The Russian Secret Police: Muscovite, Imperial, and Soviet Political Security Operations (Simon & Schuster, New York, 1970). ISBN 0671208861
- R. J. Stove, The Unsleeping Eye: Secret Police and Their Victims (Encounter Books, San Francisco, 2003). ISBN 189355466X